# Zelgno
Zelgno – wieś w Polsce położona w województwie kujawsko-pomorskim, w powiecie toruńskim, w gminie Chełmża.
Do 1954 roku miejscowość była siedzibą gminy Zelgno. W latach 1975–1998 miejscowość administracyjnie należała do województwa toruńskiego. Według Narodowego Spisu Powszechnego (III 2011 r.) liczyła 295 mieszkańców. Jest trzynastą co do wielkości miejscowością gminy Chełmża.
Elektryfikację miejscowości zakończono w 1950 roku. W dniu 19 listopada 1960 r. oddano do użytku „tysiąclatkę”. Szkoła podstawowa powstała na miejscu rozebranego kościoła ewangelickiego. 23 czerwca 1966 roku nadano jej imię poety Władysława Broniewskiego. Od 1 września 1975 szkoła stała się Gminną Szkołą Zbiorczą. W 1979 roku w holu szkoły odsłonięto popiersie patrona.

## Obiekty zabytkowe
We wsi znajdują się pozostałości zabudowy z przełomu XIX i XX wieku: kuźni, mleczarni i szkoły oraz pastorówka z roku 1912, obok której do okresu po II wojnie światowej stał kościół ewangelicki, będący świątynią parafii należącej do superintendentury (diecezji) Toruń Ewangelickiego Kościoła Unijnego. Kościół został w okresie powojennym rozebrany, a z pozostałych po nim cegieł wzniesiono szkołę. Przy drodze do Witkowa znajdują się pozostałości cmentarza ewangelickiego.

## Galeria

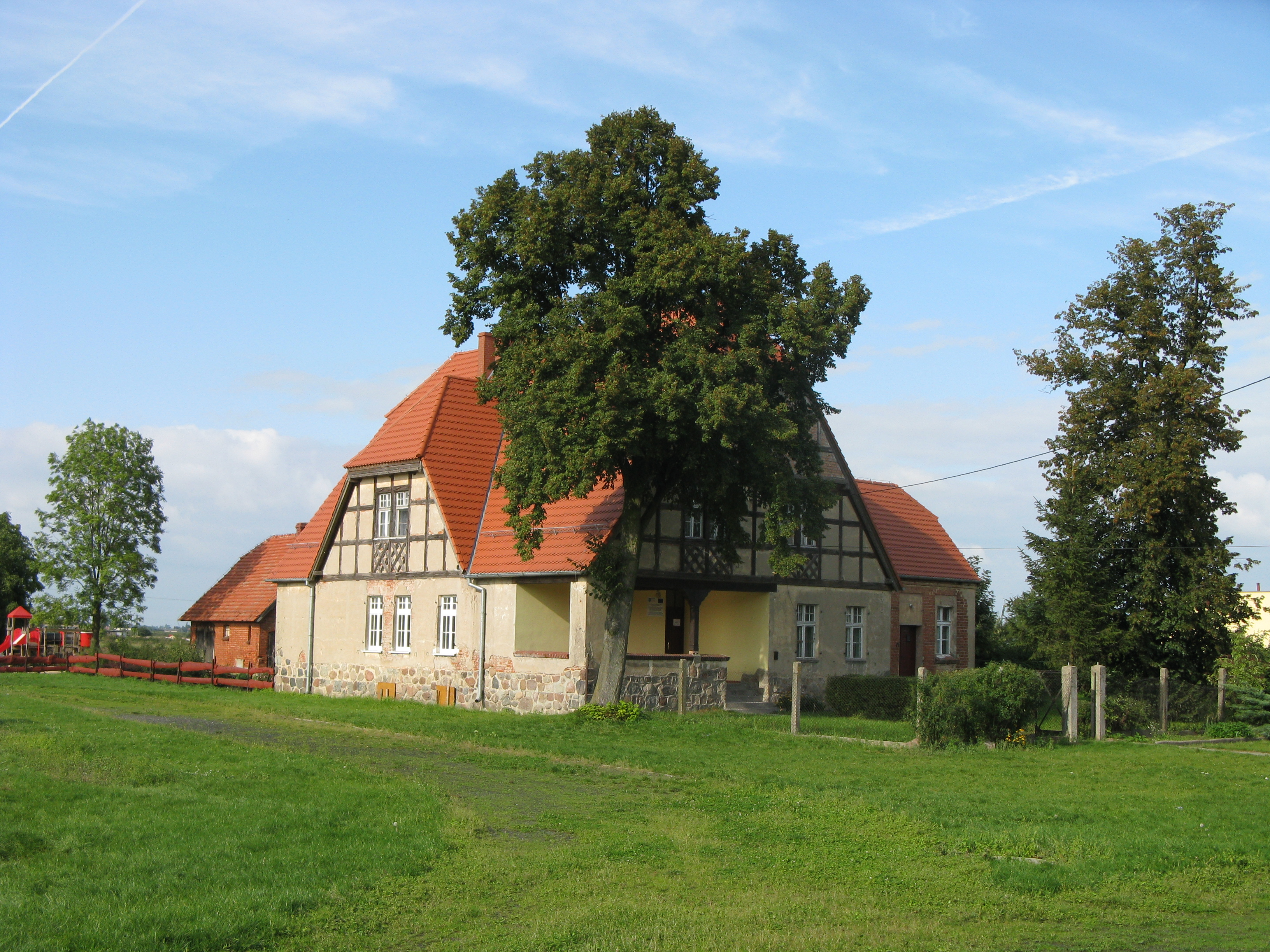
Pastorówka z 1912 roku
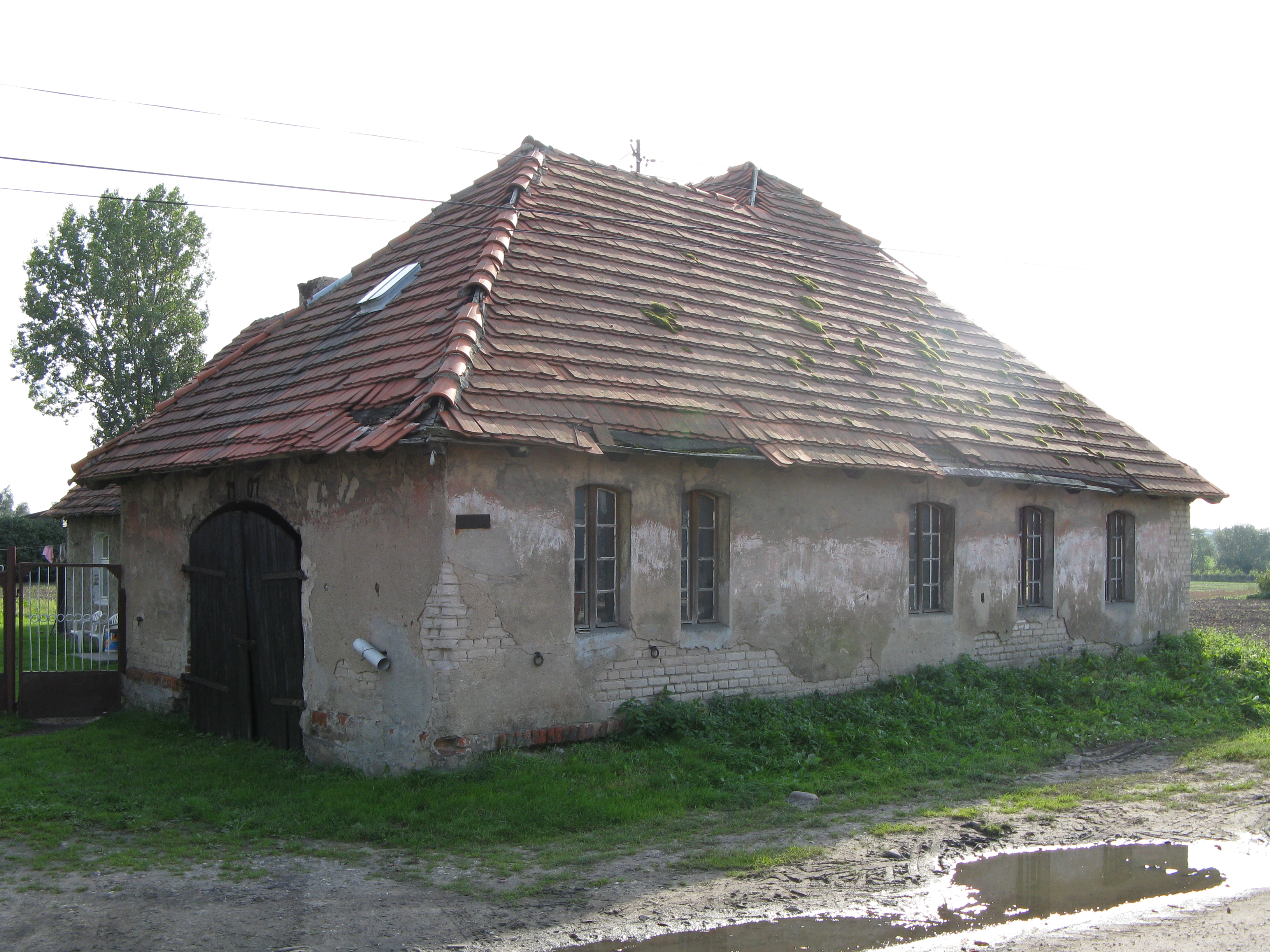
Kuźnia z 1907 roku